# Landemont
Landemont korábbi község Franciaország Loire mente régiójában, Maine-et-Loire megyében. 2015. december 15-én nyolc másik korábbi községgel egyesült és Orée d’Anjou új község része lett.
Lakosainak száma 1820 fő (2018. január 1.). Landemont Barbechat, La Boissière-du-Doré, Le Loroux-Bottereau, La Remaudière, Saint-Christophe-la-Couperie, Saint-Laurent-des-Autels és Saint-Sauveur-de-Landemont községekkel határos.

## Népesség
A település népességének változása:
| Lakosok száma | 1040 | 1144 | 1395 | 1439 | 1481 | 1604 | 1650 | 1726 | 1857 | 1820 |
|               | 1962 | 1968 | 1982 | 1990 | 1999 | 2008 | 2011 | 2013 | 2017 | 2018 |